# Øjvind Winge
Øjvind Winge (19. maj 1886 i Aarhus – 5. april 1964 på Frederiksberg) var en dansk arvelighedsforsker og botaniker. Han var Danmarks første professor i genetik. Det var han ved den Kongelige Veterinær- og Landbohøjskole i perioden 1921 til 1933. Han var derpå forstander for den fysiologiske afdeling ved Carlsberg Laboratoriet 1933-1956.
Winge foreslog som den første at artsdannelse hos planter ofte sker ved kromosomfordobling (polyploidisering) af en steril hybrid mellem to arter – en hypotese der siden har vist sig at være tæt på virkeligheden (Rieseberg, L. 2001). På Carlsberg Laboratoriet arbejdede han med genetik hos gær og humle samt andre planter og svampe. Han ydede en stor indsats bl.a. indenfor områderne planters kromosomtal og gærsvampes formering.
Winge var desuden en dygtig mykolog. Han udgav den første rigtige svampebestemmelsesbog på dansk.
Standard auktorbetegnelse for arter beskrevet af Øjvind Winge: Winge.

## Udvalgte værker
- Ferdinandsen, C. & Winge, Ø. (1910) Fungi from Professor Warming's expedition to Venezuela and the West Indies. Botanisk Tidsskrift, 30, 211-.
- Ferdinandsen, C. & Winge, Ø. (1914) Ostenfeldiella – a new genus of Plasmodiophoraceae. Annals of Botany, 28, 643-649. Opkaldt efter Carl Hansen Ostenfeld.
- Winge Ø. (1914) Investigations on hops (Humulus lupulus, L.). III. The pollination and fertlization process in Humulus lupulus L. and H. japonicus Sieb. et. Zucc. Comptes Rendus des Travaux du Laboratoire Carlsberg, 11, 1-46.
- Winge, Ø. (1917) Studier over Planterigets Chromosomtal og Chromosomernes Betydning. København, 143 s. Doktordisputats. Engelsk udg. (1917): The chromosomes: their numbers and general importance. Comptes Rendus des Travaux du Laboratoire Carlsberg, 13, 131-275.
- Winge, Ø. (1927) The Location of Eighteen Genes in Lebistes reticulatus. Journal of Genetics, 18, 1-43.
- Ferdinandsen, C. & Winge, Ø. (1928) Mykologisk ekskursionsflora: vejledning til bestemmelse af danske storsvampe. 2. udg. 1943, 3. udg. (Foreningen til Svampekundskabens Fremme) 1978. 434 s.
- Winge, Ø. (1928) Arvelighedslære paa eksperimentelt og cytologisk Grundlag. 2. udg. 1937; 3. udg. 1945. København.
- Winge Ø. (1931) X- and Y-linked inheritance in Melandrium. Hereditas, 15, 127-165.
- Winge, Ø. R. Spärck, Gudmund Hatt, Oluf Thomsen, Aug. Goll, K.K. Steincke, Aug. Wimmer, Axel Garboe, Albert Olsen (1934) Arv og Race. Dansk Forening for social Oplysning, Det sociale Sekretariat ved Udvalget for social Litteratur. København, Martins Forlag, 155 s.
- Winge, Ø. (1935) On haplophase and diplophase of some Saccharomycetes. Comptes Rendus des Travaux du Laboratoire Carlsberg. Série Physiologique, 21, 77-111.
- Winge, Ø. (1941) Alkohol og Arvelighed. København, Landsforeningen Den personlige Friheds Værn, 24 s.
- Winge, Ø. (1945) Arvelighed hos Hunde, specielt hos Jagthunderacerne. København, 117 s. Engelsk udgave (1950): Inheritance in dogs: with special reference to hunting breeds. Ithaca, New York. 153 s.
- Winge, Ø. & Åge Vedel Tåning (1947) Naturforskeren Johannes Schmidt: hans Liv og Ekspeditioner. København, 187 s. Japansk udgave (1947): Kaiyo gakkai no kyojin, Yohannesu Shumitto hakase: Unagi hakase. Tokyo, 227 s.
- Winge, Ø. (1960) Priority in gene conversion. Comptes Rendus des Travaux du Laboratoire Carlsberg. Série Physiologique, 23, 343-347. PMID 13845218